# Hacımuslu, Kurşunlu
Hacımuslu là một thị trấn thuộc huyện Kurşunlu, tỉnh Çankırı, Thổ Nhĩ Kỳ. Dân số thời điểm năm 2010 là 447 người.